# Retrograd analyse
Retrograd analyse er en teknik i problemskak, som anvendes i visse skakopgaver og som kræver at opgaveløseren finder de træk, der har ført til en given stilling på brættet. Teknikken benyttes meget sjældent i almindelige skakopgaver, men der er udviklet en hel undergruppe af opgaver, hvor retrograd analyse er det vigtigste element. Sådan skakproblemer er kendt som retroer. Ordet retrograd kommer af de latinske ord retro-, baglæns, og gradus, skridt. Der er grundlæggende tale om en øvelse i logisk tænkning, der virker tiltrækkende på skakentusiaster med detektiviske tilbøjeligheder.
Fordringen i en retro kan som i en almindelig skakopgave være, at der skal sættes mat i et antal (ofte 2) træk, men hovedindholdet består i at forklare stillingens historik og anvende denne til opgaveløsningen. Det kan f.eks. dreje sig om at bevise, at det i stillingen er tilladt at rokere eller at en bonde kan slås en passant. Andre problemer kan stille direkte og specifikke spørgsmål til stillingen, som "er løberen på c1 fremkommet ved forvandling", hvilket er banalt at benægte, hvis dens indehaver har alle sine oprindelige bønder, men kan være vanskeligere, jo flere af dem der mangler på brættet.
Sommetider er det krævet, at man afgør, om en bestemt stilling er "lovlig" i den forstand, at den kan opstå efter en serie lovlige træk, uanset hvor dårlige disse måtte være set fra et spillemæssigt synspunkt. En anden vigtig gren af den retrograde analyse beskæftiger sig netop med at konstruere bevispartier for stillinger.
Et eksempel på et problem med anvendelse af retrograd analyse er vist i diagrammet til højre. Løseren må slutte sig til hvids sidste træk. Ved første øjekast synes denne opgave at være uløselig, fordi ethvert felt, som den hvide konge kan være kommet fra, ville have udsat den for en åbenbart umulig dobbeltskak. En dybere gennemgang viser imidlertid, at hvis den hvide konge flyttede fra f5, så kunne det forudgående sorte træk have været slaget f4xg3, der slår en hvid bonde på g4 en passant! Det kræver igen, at hvid i trækket før har spillet g2-g4. Men hvad spillede sort så forud for det? Den hvide konge stod jo i skak på f5 fra løberen på h3, og der var en hvid bonde på g2. Den eneste mulighed er, at sort flyttede en springer fra g4 til e5 med afdækkerskak, hvorfor hvids sidste træk kun kan have været Kf5xe5. (Hele trækfølgen bliver altså: 1...Sg4-e5+ (afdækkerskak) 2.g2-g4 f4xg3 (dobbeltskak) 3.Kf5xe5).

## Partiel retrograd analyse
Nogle problemers udformning gør, at stillingens historik ikke kan afgøres entydigt, men stillingen kan være opstået på et endeligt (mindst 2) antal måder. Hver af disse kræver da sin egen løsning. Dette kaldes for "partiel retrograd analyse". Problemet til højre af W. Langstaff er et relativt enkelt eksempel, hvor der er mat i to træk. Det lader sig ikke entydigt afgøre, hvad der har været sorts sidste træk, men det står klart, at det
- enten må have været et træk med kongen eller tårnet, hvilket betyder, at sort har mistet retten til at rokere
- eller også er der trukket g7-g5, hvilket giver hvid ret til at slå på g6 en passant (bemærk, at g6-g5 ikke er et muligt træk, fordi bonden ville have givet skak, hvis den stod på g6).

Løsningen har derfor to mulige forløb:
1.Ke6, og uanset sorts svar følger 2.Td8# (hvis sort flyttede konge eller tårn)
1.hxg6 e.p. (truer: 2.Td8#) 1...O-O 2.h7# (hvis sort spillede g7-g5)